# Don Bosco Ground
Don Bosco Ground – stadion piłkarski znajdujący się w mieście Negombo na Sri Lance. Posiada nawierzchnię żużlową. Może pomieścić 1000 osób. Swoje mecze rozgrywają na nim kluby: Don Bosco SC, Negombo Youth.